# Рогоносец по воображению
«Рогоносец по воображению» — комедия русского писателя Александра Сумарокова, написанная в 1772 и опубликованная в 1781 году, в составе шестого тома полного собрания сочинения этого автора. Её характерное отличие, по словам литературоведа Владимира Коровина, — «русский бытовой колорит».
Действие пьесы происходит в провинциальной помещичьей усадьбе, где живут пожилые супруги Викул и Хавронья. Это люди невежественные и глуповатые, но при этом, по словам Григория Гуковского, «трогательные в своей смешной привязанности друг к другу», «немножко старосветские помещики». Их гостем становится сосед, граф Касандр. Викул ревнует его к жене, но в действительности граф влюбляется во Флоризу — живущую в доме главных героев бесприданницу, образованную и добродетельную девушку. Та отвечает ему взаимностью, всё заканчивается благополучно.